# پیتر نایت (دانشمند)
 پیتر نایت (انگلیسی: Peter Knight؛ زاده ) یک دانشمند اهل بریتانیا است.